# Campeonato de Apertura de la Segunda División de Chile 1979
El Campeonato de Apertura de la Segunda División de Chile 1979 de la Segunda División de Chile, correspondiente a la temporada 1979.
Su organización estuvo a cargo de la Asociación Central de Fútbol (ACF) y contó con la participación de 19 equipos.
El campeón fue Huachipato, que, por un marcador 1 - 0 ante Deportes Ovalle en la final, se adjudicó su primer título del Campeonato de Apertura de la Segunda División de Chile.

## Equipos participantes
| Equipo                                                                           | Ciudad                              |
| -------------------------------------------------------------------------------- | ----------------------------------- |
| Curicó Unido                                                                     | Curicó                              |
| Archivo:600px 600px bisection vertical White HEX-0033CC.svg Deportes Antofagasta | Antofagasta                         |
| Deportes Arica                                                                   | Arica                               |
| Deportes Colchagua                                                               | San Fernando                        |
| Deportes La Serena                                                               | La Serena                           |
| Deportes Linares                                                                 | Linares                             |
| Deportes Ovalle                                                                  | Ovalle                              |
| Ferroviarios                                                                     | Estación Central, Santiago de Chile |
| Huachipato                                                                       | Talcahuano                          |
| Iberia                                                                           | Los Ángeles                         |
| Independiente                                                                    | Cauquenes                           |
| Magallanes                                                                       | San Bernardo, Santiago              |
| Malleco Unido                                                                    | Angol                               |
| Rangers                                                                          | Talca                               |
| San Antonio Unido                                                                | San Antonio                         |
| San Luis                                                                         | Quillota                            |
| Trasandino                                                                       | Los Andes                           |
| Unión La Calera                                                                  | La Calera                           |
| Unión San Felipe                                                                 | San Felipe                          |

## Primera Fase
Los 19 equipos se dividieron en cuatro grupos (3 de 5 equipos y 1 de 4 equipos), debiendo jugar todos contra todos en dos ruedas. Los dos primeros de cada grupo clasificaron a los cuartos de final.

### Grupo 1
| Pos | Equipo               | PJ | PG | PE | PP | GF | GC | Dif | Pts |
| --- | -------------------- | -- | -- | -- | -- | -- | -- | --- | --- |
| 1   | Deportes Arica       | 6  | 3  | 1  | 2  | 15 | 12 | +3  | 9   |
| 2   | Magallanes           | 6  | 3  | 2  | 1  | 12 | 10 | +2  | 9   |
| 3   | Ferroviarios         | 6  | 0  | 5  | 1  | 7  | 10 | -3  | 5   |
| 4   | Deportes Antofagasta | 6  | 1  | 2  | 3  | 8  | 10 | -2  | 4   |

### Grupo 2
| Pos | Equipo               | PJ | PG | PE | PP | GF | GC | Dif | Pts |
| --- | -------------------- | -- | -- | -- | -- | -- | -- | --- | --- |
| 1   | San Luis de Quillota | 8  | 4  | 2  | 2  | 14 | 12 | +2  | 11  |
| 2   | Deportes Ovalle      | 8  | 3  | 2  | 3  | 12 | 7  | +5  | 9   |
| 3   | Trasandino           | 8  | 3  | 3  | 2  | 13 | 9  | +4  | 9   |
| 4   | Deportes La Serena   | 8  | 3  | 2  | 3  | 7  | 13 | -6  | 8   |
| 5   | Unión San Felipe     | 8  | 2  | 1  | 5  | 10 | 15 | -5  | 5   |

### Grupo 3
| Pos | Equipo             | PJ | PG | PE | PP | GF | GC | Dif | Pts |
| --- | ------------------ | -- | -- | -- | -- | -- | -- | --- | --- |
| 1   | San Antonio Unido  | 8  | 7  | 1  | 0  | 16 | 10 | +6  | 16  |
| 2   | Unión La Calera    | 8  | 4  | 2  | 2  | 9  | 3  | +6  | 11  |
| 3   | Deportes Colchagua | 8  | 2  | 4  | 2  | 5  | 5  | -1  | 8   |
| 4   | Rangers            | 8  | 2  | 0  | 6  | 10 | 15 | -5  | 4   |
| 5   | Curicó Unido       | 8  | 1  | 1  | 6  | 3  | 13 | -10 | 3   |

### Grupo 4
| Pos | Equipo           | PJ | PG | PE | PP | GF | GC | Dif | Pts |
| --- | ---------------- | -- | -- | -- | -- | -- | -- | --- | --- |
| 1   | Huachipato       | 8  | 5  | 2  | 1  | 18 | 9  | +9  | 14  |
| 2   | Malleco Unido    | 8  | 4  | 1  | 3  | 13 | 11 | +2  | 10  |
| 3   | Deportes Linares | 8  | 4  | 1  | 3  | 10 | 11 | -1  | 9   |
| 4   | Iberia           | 8  | 2  | 3  | 3  | 8  | 8  | 0   | 7   |
| 5   | Independiente    | 8  | 1  | 1  | 6  | 10 | 20 | -10 | 3   |

## Cuartos de final
|  | Unión La Calera | 0:0 | Deportes Arica |  |  |

|  | Deportes Arica | 2:0 | Unión La Calera |  |  |

- Deportes Arica ganó 2-0 en el marcador global.

|  | Magallanes | 1:0 | Deportes Ovalle |  |  |

|  | Deportes Ovalle | 2(13):1(12) | Magallanes |  |  |

- Magallanes clasificó mediante definición a penales.

|  | San Luis de Quillota | 2:0 | San Antonio Unido |  |  |

|  | San Antonio Unido | 0:0 | San Luis de Quillota |  |  |

- San Luis ganó 2-0 en el marcador global.

|  | Malleco Unido | 1:3 | Huachipato |  |  |

|  | Huachipato | 3:0 | Malleco Unido |  |  |

- Huachipato ganó 6-1 en el marcador global.

## Semifinales
|  | Deportes Arica | 0:1 | Deportes Ovalle |  |  |

|  | San Luis de Quillota | 0:2 | Huachipato |  |  |

## Final
|  | Deportes Ovalle | 0:1 | Huachipato |  |  |

## Campeón
| Chile                |
| Huachipato 1º título |